# Weberkegel
Der Weberkegel, auch die Textil-Kegelschnecke (Conus textile) ist eine Schnecke aus der Familie der Kegelschnecken (Gattung Conus), die im gesamten Indopazifik verbreitet ist. Sie ernährt sich überwiegend von Mollusken.

## Merkmale
Das Schneckenhaus von Conus textile ist breit, kegel- bis eiförmig mit konvexem bis geradem Umriss. Es erreicht bei ausgewachsenen Schnecken 4 bis 15 cm Länge, typischerweise 9 bis 10 cm. Die Grundfarbe des Gehäuses ist weiß, manchmal mit blauem, violettem, beige-, orange- oder rosafarbenem Farbton. Die Oberfläche des Körperumganges ist von einem Netzwerk gezeichneter dunkelbrauner Linien überzogen, die ein Muster zahlreicher charakteristischer weißer, dunkelbraun umrandeter Dreiecke, zuweilen auch Vierecke oder Kreise bilden. Dazwischen liegen gelblich-hellbraune Flecken mit dunkelbraunen axialen Linien, in zwei bis drei unterbrochenen Bändern angeordnet. Das Farbmuster ähnelt einem Zellulären Automaten, und zwar Regel 30 nach Stephen Wolframs Klassifizierung. Insbesondere die Andordnung der Dreiecke ähnelt der der Regel 30, ihre regelmäßigen Bereiche bilden sich an der Basis und Spitze des Gehäuses ab. Das Gewinde bildet einen flachen, oft konkaven Kegel. Es ist ähnlich wie der Körperumgang gezeichnet. Das Periostracum ist grau bis gelb, dünn, durchscheinend und glatt.
Fuß und Rostrum sind weiß bis blassgelb oder rosa-kremfarben. Die Oberseite des Fußes ist hell- bis dunkelbraun gesprenkelt und am Rand mit schwarzen Flecken versehen, die vorn einen schwarzen Seitenfleck bilden. Vorn ist ein orangebrauner bis roter Rand mit einem zentralen schwarzen Fleck. Die Fußsohle ist braun gesprenkelt und vorn rot. Fühler und Sipho sind weiß und braun gesprenkelt, die Spitze des Siphos ist rot. Die Proboscis ist blassrot, an der Spitze dunkler.
Die mit einer Giftdrüse verbundenen Radula-Zähne sind vergleichsweise lang – sie nehmen etwa 11 % bis 29 % der Gehäuselänge ein – und schlank. Sie haben an der Spitze zwei gegenüberliegende Widerhaken und sind über eine lange Strecke des Schafts mit schwachen bis hinfälligen Zähnchen gesägt, endend in einem schwachen Zacken etwa ein Siebtel der Länge von der Basis gesehen. Ein Sporn an der Basis fehlt.

## Verbreitung
Der Weberkegel ist im gesamten Indopazifik weit verbreitet und tritt im Roten Meer, im Indischen und Pazifischen Ozean von der Küste Ostafrikas bis Hawaii, um Australien, Neuseeland und Französisch-Polynesien auf.

## Lebensraum
Weberkegel leben in der Gezeitenzone von Korallenriffen und an der Küste des Festlands bis 50 m Tiefe in Bereichen mit sandigem Untergrund, die mit Seegras bewachsen oder auch frei von Bewuchs sein können.

## Lebenszyklus
Wie alle Kegelschnecken ist Conus textile getrenntgeschlechtlich, und das Männchen begattet das Weibchen mit seinem Penis. Aus den Eikapseln schlüpfen Veliger-Larven, die wiederum eine Metamorphose zur Schnecke durchmachen. Die Eikapseln sind 31 bis 33 mm mal 21 bis 26 mm groß und enthalten jeweils etwa 1300 Eier. Die Eier haben einen Durchmesser von 230 bis 270 µm. Hieraus wird zurückgeschlossen, dass die pelagische Periode der Veliger mindestens 17 bis 21 Tage dauert.

## Nahrung
Die Beute von Conus textile besteht überwiegend aus Schnecken. Weberkegel sind auch in der Lage, hochgiftige fisch- oder schneckenfressende Kegelschnecken zu erbeuten, darunter Conus pennaceus und Conus striatus. Daneben werden Polychaeten und kleine Fische gefressen. Ausgehungerte Weberkegel fressen auch Artgenossen. Auch Jungtiere unmittelbar nach ihrer Metamorphose von der Veliger-Larve zur fertigen Schnecke fressen Schnecken. Das Gift ist für Polychaeten, Schnecken, Fische und kleine Säugetiere tödlich.
Die Beute wird in den Fuß gestochen und unmittelbar danach die Proboscis mit der giftigen Harpune wieder zurückgezogen. Insgesamt wird mit einem Harpunenzahn bis zu sechsmal zugestochen. Sodann wird der Kopf an die Gehäusemündung der Beute herangeführt. Der Fressvorgang dauert etwa 20 Minuten.

## Bedeutung für den Menschen
Conus textile ist auf Grund seiner gemusterten Gehäuse ein beliebtes Sammlerobjekt, so dass der Mensch als ein Hauptfeind gelten kann. Er wird allerdings nicht in der Roten Liste aufgeführt.
Wie andere Kegelschnecken setzt der Weberkegel seine giftige Harpune nicht nur zum Beutefang, sondern auch zur Verteidigung ein. Sein Giftzahn kann Handschuhe und Taucheranzüge durchdringen. Es gibt kein Antidot, so dass eine Behandlung darauf abzielt, den Betroffenen bis zum Abbau der Giftstoffe am Leben zu halten.